# Tequila Sunrise
Tequila Sunrise lub Przyjaciele – amerykański film sensacyjny z 1988 roku.

## Obsada
- Mel Gibson jako Dale Mac McKussic
- Michelle Pfeiffer jako Jo Ann Vallenari
- Kurt Russell jako detektyw Nicholas Nick Frescia
- Raúl Juliá jako Carlos, Komendant Xavier Escalante
- J.T. Walsh jako agent DEA Hal Maguire
- Gabriel Damon jako Cody McKussic
- Arliss Howard jako Gregg Lindroff
- Arye Gross jako Andy Leonar

## Fabuła
Dale McKussic zajmował się handlem narkotykami, ale chce się z tego wycofać. Nicholas Frescia zna Dale’a ze szkoły. Obecnie pracuje w policji w wydziale ds. walki z narkotykami. Obaj są zainteresowani piękną Jo Ann Vallenari, właścicielką włoskiej knajpki. Sytuacja ulega komplikacji, gdy do miasta przybywa agent DEA Maguire. Zleca Nickowi aresztowanie McKussica. Chce on schwytać Carlosa, z którym Dale robił interesy.

## Nagrody i nominacje
Oscary za rok 1988
- Najlepsze zdjęcia – Conrad L. Hall (nominacja)